# Залозний Микола Григорович
Микола Григорович Залозний (16 жовтня 1925 — 7 квітня 1982 рр.) — радянський художник українського походження.
Народився в селі Княжичі, Броварського району, Київської області. В 1954 закінчив Мінське художнє училище, а в 1959 — Білоруський театрально-художній інститут. Його вчителями були В. Волков, А. Мазалєв, В. Цвірка. Учасник виставок з 1959 року. Працював у стилі станкового живопису. Основними роботами є: «Студенти», «Казка», «Маки». Викладав у Мінському художньому училищі (1960—1971) та Білоруському театрально-художньому інституті (1971—1982). Його твори знаходяться в Національному художньому музеї Білорусі та в Музеї сучасного мистецтва у Мінську.